# Daxx
Daxx és una empresa de desenvolupament de programari i consultoria tècnica, amb seu als Països Baixos amb oficines de desenvolupament a Ucraïna. L'activitat principal se centra en la construcció d'equips de desenvolupament de programari dedicats. La companyia proporciona el model de cooperació quan els clients tenen més control sobre els processos principals. El desembre del 2020, Daxx es va convertir en part de la dinàmica de la xarxa (NASDAQ: Gdyn).
La companyia va ser fundada el 1999 a Amsterdam. Dos emprenedors Bart Kuyper i Jeroen Rijnen van establir com a empresa de subcontractació de programari. El 2007, la direcció Daxx es va canviar a l'augment del personal i la reubicació sobre ell i la idea principal es va tornar a resoldre els reptes de l'escassetat de talent local. El 2011, les oficines de Daxx van iniciar la seva feina a Kíev. Durant els anys vinents, es van obrir noves oficines a Khàrkiv, Dniprò i Lviv. El 2017, la companyia va començar a oferir control de qualitat, proves de seguretat, DevOps, UI / UX, consultoria de processos. En el mateix any, Daxx es va convertir en membre de l'Associació de TI d'Ucraïna. El 2020, Daxx es va convertir en una part de la dinàmica de la xarxa a conseqüència de l'expansió de la dinàmica de la xarxa a tot Europa occidental.

## Premis
El 2015 Daxx va ser guardonat com el tercer millor empresari a Ucraïna. El 2017 Daxx es va classificar com un dels 25 millors empreses de subcontractació de TI i un dels principals desenvolupadors de programari d'Ucraïna. El 2017 i el 2019, Daxx va ser classificat com una de les empreses de subcontractació de Top 50 a Ucraïna.